# Clorur de dimetilcarbamoil
El clorur de dimetilcarbamoil (DMCC) és un reactiu per transferir un grup dimetilcarbamoil a grups hidroxil alcohòlics o fenòlics que formen carbamats de dimetil, que solen tenir activitats farmacològiques o pesticides. A causa de la seva alta toxicitat i les seves propietats cancerígenes demostrades en experiments amb animals i presumiblement també en humans,[1] el clorur de dimetilcarbamoil només es pot utilitzar amb precaucions de seguretat estrictes.

## Producció i aparició
La producció de clorur de dimetilcarbamoil a partir de fosgen i dimetilamina es va informar des de 1879 (informat com a "Clorur de dimetilharnstoff" - clorur de dimetilurea).[2]
El DMCC es pot produir en alts rendiments (90%) a 275 °C fent reaccionar fosgen amb dimetilamina gasosa en un reactor de flux[3] Per suprimir la formació d'urees, s'utilitza un excés de fosgen (en una proporció de 3:1 ).
La reacció també es pot dur a terme a escala de laboratori amb difosgen o trifosgen i una solució aquosa de dimetilamina al sistema bifàsic de benzè-xilè i aigua en un reactor agitat amb hidròxid sòdic com a segrestant d'àcids. Tot i això, s'obtenen rendiments considerablement inferiors (56%) a causa de la sensibilitat a la hidròlisi del DMCC[4].
També es forma clorur de dimetilcarbamoil (juntament amb clorur de metil) en reaccionar fosgen amb trimetilamina[5].
Un procés més recent es basa en la clorodimetilamina, que es converteix pràcticament de forma quantitativa en clorur de dimetilcarbamoil en un catalitzador de pal·ladi sota pressió amb monòxid de carboni a temperatura ambient[6].

El DMCC també es pot formar en petites quantitats (fins a 20 ppm) a partir de dimetilformamida (DMF) a la reacció de Vilsmeier-Haack[7] o quan s'utilitza DMF com a catalitzador en la reacció d'àcids carboxílics amb clorur de tionil per obtenir el corresponent clorur d'acil[8].
La tendència a la formació de DMCC depèn del reactiu de cloració (clorur de tionil > clorur d'oxalil > oxiclorur de fòsfor) i és més gran en presència d'una base. No obstant això, el clorur de dicarbamoil s'hidrolitza molt ràpidament a dimetilamina, àcid clorhídric i diòxid de carboni (amb una semivida d'uns 6 minuts a 0 °C), de manera que es troben menys de 3 ppm de clorur de dicarbamoil al producte de Vilsmeier després del tractament aquós[9].

## Propietats
El clorur de dimetilcarbamoil és un líquid transparent, incolor, corrosiu i inflamable, d'olor penetrant i efecte lacrimogen, que es descompon ràpidament a l'aigua[10]. A causa de les seves propietats desagradables, tòxiques, mutagèniques i cancerígenes,[11][12] s'ha d'utilitzar amb extremes precaucions.
El DMCC es comporta com un clorur d'acil l'àtom del qual de clor pot intercanviar-se per altres nucleòfils. Per tant, reacciona amb alcohols, fenols i oximes als corresponents N,N-dimetilcarbamats, amb tiols a tiolouretans, amb amines i hidroxilamines a urees substituïdes, i amb imidazols i triazoles a carbamoilazoles[10].
El DMCC és menys reactiu i menys selectiu a substrats amb múltiples centres nucleofílics que els clorurs d'acil convencionals.
Els aldehids conjugats insaturats com el crotonaldehid (trans-but-2-enal) reaccionen amb DMCC formant dienil carbamats, que poden utilitzar-se com a diens en reaccions de Diels-Alder[13].

Els carboxilats de metalls alcalins reaccionen amb DMCC formant les corresponents dimetilamides. El DMCC reacciona amb carbonat sòdic anhidre[14] o amb excés de dimetilamina per formar tetrametilurea[15].
La reacció de DMCC amb DMF forma clorur de tetrametilformamidini,[16] que és un intermediari important en la preparació de tris(dimetilami)metà, un reactiu per a la introducció de funcions d'enamina juntament amb grups metilè activats[17] i la preparació de amidines[18].

El DMCC és un material de partida per a la classe insecticida dels dimetilcarbamats que actuen com a inhibidors de l'acetilcolinesterasa, inclòs el dimetilano,[19] i els compostos relacionats isolano, pirimicarb i triazamato.

Els compostos d'amoni quaternari neostigmina[20] troben aplicacions farmacèutiques com a inhibidors de l'acetilcolinesterasa. S'obté a partir de 3-(dimetilami)fenol i DMCC i la posterior quaternització amb bromur de metil o sulfat de dimetil[21].

i piridostigmina, que s'obté a partir de 3-hidroxipiridina i DMCC i posterior reacció amb bromur de metil[22].
El DMCC també s'utilitza a la síntesi de la benzodiazepina camazepam[23].